# Mochacá
Asentamiento de los indios muiscas en cercanías del templo del sol, en la población de Iraca y origen de la actual ciudad de Sogamoso, es parte importante de su Patrimonio histórico y cultural. Actualmente barrio Santa Ana de la ciudad de Sogamoso, en el departamento de Boyacá, Colombia.
Situación astronómica: 

## ¡Viva Mochacá libre!
Situado en las estribaciones suroccidentales de la colina de Santa Bárbara, constituyó uno de los ejes viales y comerciales de Sogamoso hasta mediados del siglo XX, fue rebautizado como Barrio de Santa Ana, constituyendo uno de los centro históricos de la ciudad.
Desde tiempos antiguos, los pobladores de este sector se han caracterizado por su espíritu libertario, que identifica a los sogamoseños con el grito festivo de ¡Viva Mochacá libre!
En sus inmediaciones se encuentran la Pilita de la Unión, el Teatro de San Marcos y la Lápida del Libertador.

## La Calle de Mochacá
Ubicación: 5.711852° -72.927338°
Esta vía, hoy marcada por la nomenclatura urbana como calle Novena, se construyó sobre el mismo camino indígena que hollara la soldadesca española de Gonzalo Jiménez de Quesada antes de incendiar el Templo del Sol.
También dio paso a los ejércitos realistas del Coronel José María Barreiro, en dos ocasiones, al Libertador Simón Bolívar y a los ejércitos centralistas y federalistas de Antonio Baraya y Francisco José de Caldas durante las contiendas de la Patria Boba.
Aunque célebre por la alta calidad de la chicha de maíz hasta comienzos del siglo XIX, sus "chicherías" estuvieron a punto de ser erradicadas de allí por decreto del Libertador Simón Bolívar cuando, ya sellada la independencia de la Nueva Granada, preparaba la campaña que culminaría en Carabobo.
A finales de marzo de 1820 se encontró con el hecho horrendo, que le llenó de asombro, de que en menos de cuatro días habían fallecido 50 hombres de la División Valdez y más de un centenar debieron ser llevados al hospital, a causa de un envenenamiento con chicha.
El suceso tenía todas las apariencias delictivas, pero se desconocieron los autores. Aunque es posible que hubiesen llevado a este lugar los soldados envenenados, tan pronto llegó Bolívar a la Villa del Sol, dictó un decreto mediante el cual “prohíbese desde hoy y para siempre" la fabricación y el expendio público de chicha en Sogamoso... Firmado en Sogamoso el 4 de abril de 1820.
De esa época perduran los versos pícaros de un poeta anónimo:
"En una tienda, de triste aspecto,
una cajera, que es pura dicha,
a todos brinda, con grande anhelo
doradas copas de fuerte chicha"
En los predios de la calle de Mochacá funcionaron varios establecimientos pedagógicos, entre los cuales sobresalieron la escuela privada de las hermanas Gutiérrez y el Liceo de los Andes, regentado por el filósofo Fernando Argüelles.
Hasta comienzos del siglo XX fue sede de innumerables restaurantes callejeros por lo cual se le dio el nombre de "Hotel Cuclillas".

## La Pilita de la Unión
Ubicación: 5.711466° -72.926833°
En la intersección de la calle de Mochacá con la carrera octava se encuentra una pequeña plazoleta dominada por una fuente de piedra que en 1888 reemplazó el antiguo abrevadero público.
Como en el caso de la fuente de Conchucua, el imaginario popular le dio su origen en alguna secreta e inextinguible mana de los cerros.
Con el fin de celebrar la paz entre los colombianos a fines del siglo XIX, se erigió un bloque monolítico semejando una copa elemental con guirnaldas incisas.
En la base aún se puede leer esta inscripción:
«Se colocó el agua el 16 de febrero de 1888
 siendo prefecto José M. Castillo P. Alcalde Esteban Pinzón».
Por avatares históricos, el bloque original resultó partido en dos, sufriendo numerosas remodelaciones: a mediados del siglo XX fue "enaltecida" con una semiesfera de cemento de color rojo, a finales del siglo XX se le añadió un abrevadero rectangular de piedra, para los burros y caballos de los campesinos que bajan de Santa Bárbara y las veredas vecinas de Ombachita, Morcá
En años recientes se le agregó una nueva copa de piedra, presuntamente similar a la que debió tener en sus orígenes, semejante a la fuente giganesca, de tres cuerpos, que existió hasta finales del siglo XIX en la Plaza de la Villa de Sogamoso.
Con motivo de las celebraciones navideñas solía ser iluminada con "chorros luminosos" y luces basadas en orfebrería muisca. 

## Teatro San Marcos
Ubicación: 5.711929° -72.927598°
En la esquina sur occidental de Mochacá con la carrera novena se encuentran las ruinas de uno de los más elegantes ejemplos de la arquitectura de mediados del siglo XX en Sogamoso.
Construido con el empeño del comerciante Marcos Barrera, el singular proyecto cultural quedó abandonado por dificultades económicas y burocráticas. Pensado para espectáculos de calidad, entre 1960 y 1970 se acondicionó para ofrecer combates de lucha libre gracias al interés de Luis Alejandro Castelblanco "PAIPILLA", un abnegado deportista más conocido como El Diamante Negro.
En el año 2011 se derrumbó.

## Lápida del Libertador
Junto al muro de la esquina sur occidental de Mochacá con la carrera once, estuvo empotrada por muchos años una lápida conmemorativa del paso de Simón Bolívar por esta vía en dos oportunidades; una de ellas en el referido año de la prohibición de la chicha.